# 岡村司
岡村 司（おかむら つかさ、慶応2年12月14日（1867年1月19日） - 1922年（大正11年）3月23日）は、明治・大正期の法学者・弁護士。子に数学者の岡村博がいる。

## 人物
下総国猿島郡古河町（現：茨城県古河市）に古河藩家臣・岡村忠右衛門の次男として生まれた。二松学舎で漢学を学んだ後、帝国大学でフランス法を専攻する。明治25年（1892年）に大学を卒業し、陸軍経理学校教授などを経て明治32年（1899年）に京都帝国大学法学部助教授となりフランスに留学、3年後に帰国して教授になった。同じころの留学生に坪井玄道、谷本富、大村仁太郎、森岡常蔵らがいる。明治33年（1900年）には中川小十郎が設立した京都法政学校講師に就任。大正2年（1913年）、京都法政学校を母体に中川小十郎と末弘威麿が財団法人立命館（現：学校法人立命館）を設立すると初代協議員に就任した。明治37年（1904年）に法学博士を授与される。孟子とジャン＝ジャック・ルソーを尊敬して両者の思想の融合した自由主義を信奉した。専攻は民法であったが、特に当時の家制度を基盤とした家族法に対しては痛烈に批判し、家族法の近代化の必要性を一貫して唱え続けた。1911年6月4日、岐阜県教育会総会で家族制度を批判する講演を行った。だが、明治44年（1911年）7月18日、文部省はこうした彼の言動に対して文官懲戒令を適用して譴責処分とした。こうした事情から大正3年（1914年）に大学を退官して大阪で弁護士となり、活躍した。

## エピソード
岡村が講師として京都帝国大学法科大学で親族法・相続法を講義していた際の受講生の１人が末川博である。当時の講義は、学生が教授・講師の講義をノートに取るスタイルが基本だったが、岡村の講義は雑談がメインで、学術的な内容はノートにして10枚～15枚程度だった。しかし、岡村は、試験の際には「わしの講義は、まことにどうも貧弱な講義ですまぬ。これは、諸君が勉強をしてくれるということをたてまえにしておるから、こういうことになったのである。だから、試験のときにはどんな本を試験場に持ち込んでもかまわぬ。大八車に積んできてもよろしい。参考書で試験を受けろ。そのときに勉強できるんじゃ」と述べた。末川博は、岡村を「天衣無縫」・「徹底した自由主義者」・「志の大きい先生」と評価した。

## 栄典
位階
- 1906年（明治39年）12月27日 - 従五位[3]
- 1914年（大正3年）3月10日 - 従四位[4]

勲章
- 1906年（明治39年）12月27日 - 勲六等瑞宝章[3]
- 1910年（明治43年）12月26日 - 勲五等瑞宝章[5]